# Christian Hemberg
Christian Andres Hemberg, född 6 december 1981, är en svensk före detta fotbollsspelare.
Hembergs moderklubb är Torestorps IF, som han spelade för i division 5. Hemberg gick därifrån till Örgryte IS, där han debuterade i A-laget som 17-åring i en hemmamatch mot Malmö FF. Efter säsongen 2005 lämnade han klubben. Totalt spelade han 97 allsvenska matcher för ÖIS.
I februari 2007 gick Hemberg till norska Raufoss IL. Han spelade 14 matcher och gjorde två mål. Till säsongen 2008 gick Hemberg till isländska KS/Leiftur. Han spelade åtta matcher för klubben.